# Карло II Малатеста ди Соляно
Вижте пояснителната страница за други личности с името Карло Малатеста.
Карло II Малатеста ди Соляно или Карло V Малатеста (на италиански: Carlo II Malatesta di Sogliano; Carlo V Malatesta; † 10 октомври 1544, Мантуа) от кадетския клон Малатеста от Соляно на рода Малатеста е суверенен граф на Соляно, граф на Таламело (чрез оставката на графиня Лукреция Малатеста ди Таламело), граф на Пондо, граф на Сан Джовани ин Галилея (чрез закупуване от Корнелио Малатеста ди Сан Джовани) и господар на Монтеджели, Ронтаняно, Савиняно ди Риго, Пиетра дел'Узо, Монтепетра, Стригара, Сегуно, Спинело, Пратолина, Руфиано, Мелето, Сапето, Чиня, Букио, Монтегуиди, Поцуоло Валендзера, Сасета и Соазия.
Той е венециански капитан (1521) и полковник (1528), и венециански военен губернатор в Крема (1538 – 1541) и Верона (1541), генерал-капитан на Фриули (1541 – 1542).

## Произход
Той е син на Рамберто Новело II Малатеста ди Соляно,наречен Бонатеста или Рамберто Философът (* ок. 1475 , † 1532), кондотиер, суверенен граф на Соляно, граф на Монтекодруцо, граф на Пондо, господар и вечен папски викарий на Сан Джовани ин Галилея, господар на Ронкофредо, Чола, Монтеджели, Ронтаняно, Савиняно ди Риго, Пиетра дел'Узо, Монтепетра, Стригара, Сан Мартино ин Конверсето, Сегуни, Спинело, Торнано, Пратолина, Руфиано, Мелето, Чиня, Букио, Монтегуиди, Поцуоло, Валендзера, Сасета, Соазия и Сера, и на съпругата му Мария Дзоали. Има четири братя и шест сестри:
- Пирета, наследница на Графство Таламело, от което се отказва в полза на сина си, съпруга на Филипо I Дория, граф на Сасокорваро и на Каноза
- Галеото († сл. 1561), абат комендатор на Сант Амброджо ди Ранкио, абат комендатор на Сан Мартино и Бартоломео ди Монтерифи, апостолски протонотарий, камерхер на кардинал Фарнезе (бъдещ папа Павел III); след смъртта на баща си краде семейното богатство и се установява в Пондо.
- Агата, съпруга на граф Галеото Малатеста ди Валдопио
- Корнелио († 1571), граф на Сан Джовани ин Галилея, капитан на Венеция, съпруг на Батиста Бернардини
- Александро
- Франческо, наследник на Сан Мартино ин Конверсето през 1532 г., но го продава на своя роднина Камило Джамбатиста и живее с флорентинка от нисша класа (Джована Микели)
- Катерина, съпруга на Отавиано дела Дженга
- Виоланта, съпруга на Франческо Монтиколи
- Лукреция, монахиня
- Чечилия, съпруга на Франческо Рипа.

## Биография
Той продава Монтегуиди на Тиберти от Чезена.
Когато баща му умира, той трябва да се бие с братята си, които искат да превземат държавата, но той излиза победител.  
Като капитан на конници той служи на херцог Франческо Мария I дела Ровере и през 1527 г. го последва, за да донесе помощ на Рим, заплашен от германците на конетабъла на Бурбоните. Той преминава заедно с херцога на служба във Венеция, от която получава управлението на армиите на Крема през 1540 г. и тази на Верона през 1541 г.
Назначен за генерал във Фриули, той научава от някои роднини, че ще бъде затворен и бяга, за да избегне всякакъв вид засада, и са му конфискувани имотите. Екзекутиран е в Мантуа на 10 октомври 1544 г.
Той обича вярно младата си снаха Вирджиния Аколти, съпруга на сина му Джованбатиста, и има деца с нея. Поради тази причина отравя жена си Елизабета Грити, братовчедка на дожа на Венеция Андреа Грити, която го укорява, и нарежда да убият прислужница в Соляно по подозрение, че е разкрила тайната му. Обвинен е от брат си Галеото в кръвосмешение и на 15 декември 1542 г. е осъден на позорна смърт от апостолическия комисар и на конфискация на активите му, а с него и Вирджиния. Карло бяга първо във Венеция, след това в Мантуа, където e екзекутиран на 10 октомври 1544 г.
През 1561 г. брат му Галеото, затворник във Волтера, прави тържествена декларация, с която удостоверява несправедливата присъда, тъй като тя е била продиктувана от омразата, която той е изпитвал към Карло, заради което е накарал сина му да бъде обвинен от баща си.

## Брак и потомство
∞ 1521 г. за Елизабета Грити, патриция на Венеция, от която има четири сина и четири дъщери:
- Джованбатиста I Малатеста ди Соляно († 1591), от 1545 г. суверенен граф на Соляно, граф на 1/2 от Сан Джовани ин Галилея, граф на 1/3 от Таламело (от 1580 г. на цялото), граф на Пондо, господар на Монтеджели, Ронтаняно, Савиняно ди Риго, Пиетра дел'Узо, Монтепетра, Сегуно, Пратолина, Руфиано, Мелето, Сапето, Чиня, Букио, Поцуоло Валендзера, Сасета и Соазия, господар на 1/3 от Спинело и Стригара; ∞ за 1. Вирджиния Аколти 2. за Виктория Теодоли. Има една дъщеря и един извънбрачен син.
- Пандолфо Малатеста ди Соляно, провост на Сан Кристофоро дели Умилиати в Лоди (1535 – 1549) и почетен камерхер на кардинал Фарнезе (бъдещ папа Павел III), граф на 1/2 от Сан Джовани ин Галилея, на 2/3 от Таламело и господар на 2/3 от синьории Стригара и Спинело, рицар на Ордена на Св. св. Маврикий и Лазар; ∞ за Аурелия Сантакроче, дъщеря на Онофрио II Сантакроче, господар на Виано
- Роберто Малатеста ди Соляно († 1575), префект командир на Сан Кристофоро от Ордена на смирените от Лоди през 1549 г. и почетен камерхер на кардинал Пизани
- Лаура Малатеста ди Соляно
- Лукреция Малатеста ди Соляно, купува от брат си Джовани Батиста I феода Сан Мартино ин Конверсето
- Рафаела Малатеста ди Соляно
- Теодоро Малатеста ди Соляно
- Изабела Малатеста ди Соляно

Има и четири извънбрачни деца: 
- Иполито Малатеста ди Соляно († ок. 1585), узаконен 1545, обявен за наследник от баща си в завещание от 6 юни 1542 г., но не е инвестиран поради съпротивата на папата
- Чечилия Малатеста ди Соляно
- Джулия Малатеста ди Соляно
- Марчилио Фабрицио Малатеста ди Соляно

|  | Тази страница частично или изцяло представлява превод на страницата Carlo II Malatesta de Sogliano в Уикипедия на италиански. Оригиналният текст, както и този превод, са защитени от Лиценза „Криейтив Комънс – Признание – Споделяне на споделеното“, а за съдържание, създадено преди юни 2009 година – от Лиценза за свободна документация на ГНУ. Прегледайте историята на редакциите на оригиналната страница, както и на преводната страница, за да видите списъка на съавторите. ВАЖНО: Този шаблон се отнася единствено до авторските права върху съдържанието на статията. Добавянето му не отменя изискването да се посочват конкретни източници на твърденията, които да бъдат благонадеждни. |